# لارس سبيبرويك
لارس سبيبرويك (ولد في 16 سبتمبر 1959، روتردام) هو مهندس معماري هولندي، وفنان ومؤلف.

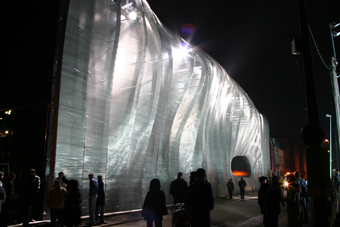
منزل الجنون (Maison Folie)، فرنسا.